# 三和町 (長崎県)
三和町（さんわちょう）は、長崎県の西彼杵郡にかつてあった町。
2005年1月4日に西彼杵郡の香焼町、伊王島町、高島町、野母崎町、外海町と共に長崎市に編入された。
本項では現在の長崎市の一地区としての三和（さんわ）についても記述する。三和地区（長崎市役所三和地域センター管内）の人口は10,232人（2018年2月末日現在、住民基本台帳）。

## 地理
長崎半島の中部に位置する。
- 山：寺岳、松尾岳、秋葉山、二ノ岳、熊ノ岳
- 島嶼：野島、黒島、雀島、田子島
- 河川：布巻川、為石川、雨川、大川、宮崎川
- 湖沼：川原大池
- 港湾・海域：東シナ海、天草灘、橘湾、蚊焼浦

## 沿革
- 1889年（明治22年）4月1日 - 町村制施行により、西彼杵郡のうち後の町域にあたる以下の自治体が発足。
  - 為石村（単独村制）
  - 蚊焼村（蚊焼村と布巻村が合併）
  - 川原村（単独村制）
- 1947年（昭和22年） - 茂木町の一部、藤田尾名を為石村に編入。
- 1955年（昭和30年）2月11日 - 為石村、蚊焼村、川原村が合併し町制施行。三和町が発足。
- 2005年（平成17年）1月4日 - 長崎市に編入し、三和町は自治体として消滅。

## 町名
1955年の三和町発足時に一部字名を変更した。
2005年の長崎市編入と同時に、町名設置を実施した。旧大字・町・郷・名の各名称を引き継ぎ、「町」を末尾に付与し町名とする。
| 1889年4月1日-1955年2月10日 | 1889年4月1日-1955年2月10日 | 1889年4月1日-1955年2月10日 | 1955年2月11日-2005年1月3日 | 1955年2月11日-2005年1月3日 | 2005年1月4日- | 2005年1月4日- | 現在     |
| 自治体名                   | 大字                       | 郷・名                     | 自治体名                   | 大字・町・郷・名           | 自治体名      | 町名          | 現在     |
| -------------------------- | -------------------------- | -------------------------- | -------------------------- | -------------------------- | ------------- | ------------- | -------- |
| 為石村                     | -                          | -                          | 三和町                     | 為石                       | 長崎市        | 為石町        | 為石町   |
| 為石村                     | -                          | -                          | 三和町                     | 椿が丘                     | 長崎市        | 椿が丘町      | 椿が丘町 |
| 茂木町→為石村              | -                          | 藤田尾名                   | 三和町                     | 藤田尾                     | 長崎市        | 藤田尾町      | 藤田尾町 |
| 蚊焼村                     | 大字蚊焼                   | -                          | 三和町                     | 蚊焼                       | 長崎市        | 蚊焼町        | 蚊焼町   |
| 蚊焼村                     | 大字蚊焼                   | -                          | 三和町                     | 晴海台                     | 長崎市        | 晴海台町      | 晴海台町 |
| 蚊焼村                     | 大字布巻                   | -                          | 三和町                     | 布巻                       | 長崎市        | 布巻町        | 布巻町   |
| 川原村                     | -                          | 本郷                       | 三和町                     | 川原                       | 長崎市        | 川原町        | 川原町   |
| 川原村                     | -                          | 宮崎名                     | 三和町                     | 宮崎                       | 長崎市        | 宮崎町        | 宮崎町   |

1. ↑  為石村では他の彼杵地域の各自治体に見られる郷や名の行政区、及び大字を設置していなかった。このため、茂木町より編入した藤田尾名を除く旧来の為石村域（字白浜1番地から字年崎4739番地に至る地域）においては「為石村○○番地」のように村名の次に地番を表示する住所表記となっていた。
2. ↑  1980年、宅地造成に伴い為石より分立。
3. ↑  1947年、茂木町より編入。
4. ↑  1983年、宅地造成に伴い蚊焼より分立。

### 現在の町名
蚊焼町（かやき）
自治会: 江村、浜波、小松、松尾、上揚、岳路
ほぼ中央部を国道499号が通る。北部に旧蚊焼村の中心部があり、平地は少ないながら、斜面に住宅が並んでおり、漁業と農業を兼業している。また、小規模ながら伝統工芸の蚊焼鍛冶があり、数軒の鍛冶屋がある。また、漁港から西方の黒島ではハマチ養殖がおこなわれる。蚊焼小学校、鶴南特別支援学校がある。南部の国道沿いに岳路（たけろ）集落があり、岳路海水浴場もある。
川原町（かわら）
自治会: 上川、本郷
旧名のとおり、川原地区の中心部で、川原本村とも呼ばれる。県道34号が通る。地内東部の海沿いに住宅が並ぶ。ハウスビワ栽培などの兼業農業がおこなわれる。
為石町（ためし）
自治会: 郷、船津、六軒、射場、江浜
地内中央部の海沿いに中心集落があり、人口が密集する。農漁業地区で、ハウスビワ栽培や沿岸漁業がおこなわれる。為石小学校、三和中学校がある。北西部の布巻町との境界付近は栄上（えいがみ）と呼ばれ、国道499号・県道34号線の交差点や市役所三和地域センターがある。
藤田尾町（とうだお）
自治会: 藤田尾
天草灘に面し岩場が続く。集落は地内中央部の海沿いにあるが、人口は多くない。長崎市に編入されるまでは、三和町の町の中では唯一公共交通機関が通っていなかった。
布巻町（ぬのまき）
自治会: 布巻
土井首地区（平山町）に接する。国道499号沿いに住宅が並び、面積が狭いながらも人口は比較的多い。
宮崎町（みやざき）
自治会: 木場、徳道、宮崎
県道34号が通る。宮崎・木場・徳の道（とくのどう）の3集落がある。木場は野母崎町にも同名の集落があるため川原木場（かわらこば）とも呼ばれ、バスの停留所の呼称にも「川原」の冠名がつく。北東部の宮崎集落は住宅が密集しており、川原小学校、川原海水浴場がある。また山・湖・海が一体化した自然公園・川原大池公園がある。木場はビワの産地である。以上2集落は海岸沿いで、徳の道は山間部である。
椿が丘町（つばきがおか）
自治会: 椿が丘
椿が丘団地を占める。
晴海台町（はるみだい）
自治会: 晴海台
晴海台ニュータウンを占める。晴海台小学校がある。

## 教育
中学校
- 三和町立三和中学校

小学校
- 三和町立蚊焼小学校
- 三和町立川原小学校
- 三和町立為石小学校
- 三和町立晴海台小学校

## 交通

### 路線バス
- 長崎バス
  - 長崎市街から町内を経由して野母崎町方面へ走っている。
- 長崎市コミュニティバス
  - 香焼三和線と三和線が町内を走っている。藤田尾地区には長崎バスの直営路線が通っていない（千々止まり）ため、同地区では事実上唯一の公共交通機関である。

### 道路
- 国道499号
- 長崎県道34号野母崎宿線

## 名所・旧跡・観光スポット・祭事・催事

### 名所・旧跡・観光スポット
- 川原大池公園[3]

### 祭事・行事
- ペーロン大会
- サン・サン・さんわフェスティバル
- 阿池姫太鼓

## 三和町出身の著名人
- 松永浩典（プロ野球選手（埼玉西武ライオンズ）。蚊焼地区出身）